# Mainaschaff
Mainaschaff er en kommune i Landkreis Aschaffenburg i det bayerske Regierungsbezirk Unterfranken i Tyskland.

## Geografi
Kommunen ligger vest for byen Aschaffenburg på den højre bred af floden Main, tæt ved grænsen til delstaten Hessen.